# Üstüü-Chüree
Üstüü-Chüree (Үстүү-Хүрээ, rusky Ustuu-Churee Устуу-Хурээ, jméno v tuvinštině znamená „vrchní klášter“) je jeden z největších a nejznámějších buddhistických klášterů v Tuvě, republice Ruské federace ležící na ruské hranici s Mongolskem poblíž hranic s Kazachstánem.
Klášter se nachází na území vesnice Čajlag-Alaak na pravém břehu řeky Čadan (pravý přítok Chemčiku), 7 km jihovýchodně od města Čadan, 1,5 km jižně od silnice vedoucí do sela Bažyn-Alaak.
Üstüü-Chüree je jedním ze dvou největších chrámových komplexů na území chošúnu Daa (tedy Dzun-Chemčikský chošún). Zároveň je to duchovní centrum a centrum státnosti celé Tuvy. Zde byl položen základ první abecedy (latinky) pro tuvinštinu, byla zde vydána první měna Tuvinské aratské republiky (tuvinská akša).

## Historie
Klášter Üstüü-Chüree byl budován v letech 1905–1907 nojonem Chajdypem (což je otec Bujan-Badyrgyho). Stavba byla provedena pod vedením a podle návrhu za tím účelem pozvaného tibetského lámy Kuntana rinpočhe a za účasti čínských mistrů.
Obyvatelům chošúnu byly uloženy dodatečné peněžní a naturální povinnosti (dodávky dřeva pro stavbu, tažná zvířata) a zároveň se také přímo podíleli na samotných stavebních pracích: každý sumon v určený den vyslal určitý počet lidí, kteří připravili maltu, postavili bednění, připravovali dřevo atd. Jedná se o typickou mongolskou budovu, která kombinuje architektonické techniky Tibetu a Číny: skosené přízemní zdi jsou typické pro tibetské budovy a lehký dřevěný pavilon prvního patra si bere inspiraci v Číně.
Po vyhlášení samostatného tuvinského státu (1921) klášter ještě nabyl na důležitosti, od roku 1924 nejvyšší představitel státu Donduk Kuular byl lámou kláštera a během vlády se o zdejší lámy též opíral – včetně tvůrce tuvinské latinky Monguše Lopsan-Čimita.
V roce 1929 došlo v Tuvě k puči, po kterém byl buddhismus potlačován. V roce 1930 byl klášter po přijetí zvláštního nařízení uzavřen, načež bylo roku 1937 učiněno rozhodnutí zbořit hlavní chrám – cogčen, celý komplex však zničen nebyl, z chrámu zůstaly vysoké hliněné zdi. Lámové, sloužící v Üstüü-Chüree, byli vystaveni perzekucím a část z nich dokonce zastřelena. Do roku 1956 fungovala na místě modlitební jurta. Poslední láma přinesl buddhistické modloslužebné předměty do místního muzea v Kyzylu, kde se stále nacházejí.

## Obnova a opětovné otevření Üstüü-Chüree
V roce 1999 ruská vláda uznala historickou a architektonickou hodnotu Üstüü-Chüree a rozhodla, že má být klášter obnoven. Ve stejném roce se na základě myšlenky Igora Duluše konal Mezinárodní charitativní festival živé hudby a víry „Üstüü-Chüree“, aby na stavbu upoutal pozornost a získal prostředky na restaurování. Od té doby se festival koná každoročně.
Obnova chrámu začala v roce 2008 za podpory tehdejšího ministra mimořádných situací Sergeje Šojgu. Zpočátku bylo plánováno postavit nový cogčen (hlavní chrám) na místě zdí starého, nakonec bylo rozhodnuto ponechat ruiny na místě a postavit nový chrám vedle. Obnova chrámu byla dokončena v roce 2012 a 23. července se uskutečnilo slavnostní otevření.